# Augustin Pyrame de Candolle
Augustin Pyrame de Candolle (født 4. februar 1778 i Genève, død 9. september 1841 samme sted) var en schweizisk botaniker og naturvidenskabsmand. De Candolle er far til Alphonse Pyrame de Candolle.
De Candolle studerede botanik i Paris og mellem 1806 og 1812 på vegne af den franske regering rejse han gennem Frankrig og Italien for botaniske og agronomiske formål. I 1810 blev han professor i botanik i Montpellier. I 1816 vendte han tilbage til Genève og blev professor i naturhistorie der. Han grundlagde også Genève Botanisk Have. I 1826 blev han medlem af Kungliga Vetenskapsakademien og tilsvarende medlem af Académie des sciences.
Autornavnet DC. kan bruges for Augustin Pyrame de Candolle sammen med et videnskabeligt artsnavn inden for botanikken. (Wikipedia-artikler der bruger autornavnet). Det er f.eks. en del af autornavnet for mosset Buxbaumia viridis (Grøn Buxbaumia).